# Xysticus bufo
Xysticus bufo är en spindelart som först beskrevs av Dufour 1820.  Xysticus bufo ingår i släktet Xysticus och familjen krabbspindlar. Inga underarter finns listade i Catalogue of Life.